# 栖山镇
栖山镇，是中华人民共和国江苏省徐州市沛县下辖的一个乡镇级行政单位。

## 行政区划
栖山镇下辖以下地区：
栖东社区、栖西社区、胡楼社区、王店社区、大王楼村、石楼村、马庄村、姜梨园村、何庄村、王梨园村、蒲庄村、孟寨村、朱新楼村、姜庙村、袁集村、李集村、林楼村、魏庄村、后孟村、陈庄村、梁庄村和周店村。